# 마르티나 시노라츠카
마르티나 시노라츠카(폴란드어: Martyna Synoradzka, 1988년 1월 30일~)는 폴란드의 펜싱 선수로 주 종목은 플뢰레이다. 2012년 하계 올림픽에서 여자 플뢰레 개인전과 단체전에 출전하였다. 그러나 32강에서 러시아의 카밀라 가푸르지아노바에게 8-15로 패하여 탈락하였고, 단체전은 5위에 올랐다.